# Thraulodes flinti
Thraulodes flinti is een haft uit de familie Leptophlebiidae. De wetenschappelijke naam van de soort werd voor het eerst geldig gepubliceerd in 1987 door Domínguez.